# Paracles azollae
Paracles azollae là một loài bướm đêm thuộc phân họ Arctiinae, họ Erebidae.